# Dyosa
Dyosa é uma telenovela filipina produzida e exibida pela ABS-CBN, cuja transmissão ocorreu em 2008.

## Elenco
- Anne Curtis - Josephine
- Sam Milby - Príncipe Adonis
- Luis Manzano - Kulas
- Zanjoe Marudo - Mars
- Nikki Bacolod - Diana
- Mickey Ferriols - Mariang Sinukuan